# Vltava
Vltava (ngheⓘ; tiếng Đức: Moldau) là sông dài nhất của Cộng hòa Séc, sông chảy theo hướng bắc từ đầu nguồn tại Šumava gần biên giới với Đức qua Český Krumlov, České Budějovice, và Praha, hợp lưu vào sông Elbe tại Mělník. Sông có chiều dài 430 km với diện tích lưu vực là 28.090 km². Tại điểm hợp lưu, sông Vltava trên thực tế có nhiều nước hơn sông Elbe, và đổ vào Elbe ở góc bên phải. Sông Vltava có 18 cây cầu bắc ngang qua (bao gồm cầu Charles nổi tiếng) ở đoạn sông chảy qua Praha. Vlata chảy 31 km trong địa bàn của thành phố. Một số đập đã được xây trên dòng Vltava từ thập niên, lớn nhất trong đó là đập Lipno tại Šumava.

## Nghệ thuật
Nhà soạn nhạc Bedřich Smetana đã sáng tác một giao hưởng thơ nổi tiếng có tựa cùng tên với dòng sông trong tập Má vlast (Đất nước tôi) gồm sáu bản. Smetana mô tả tác phẩm đó như sau: 
| “ | "Bài sáng tác mô tả quá trình dòng chảy Vltava, bắt đầu từ hai nguồn nhỏ, Vltava lạnh và Vltava ấm, về sự thống nhất của hai dòng suối này thành một con sông, Vltava chảy qua các con rừng và các cánh đồng cỏ, thông qua vùng quê nơi đang ăn mừng một đám cưới nông dân, dưới ánh trăng tiên nữ cùng nhau nhảy múa những điệu vũ của họ. Trên các tảng đá lân cận ló ra những thành trì, lâu đài, cung điện và di tích đầy tự hào. Vltava sau đó cuộn chảy về phía Praha, qua Vyšehrad, và chảy một cách hùng vĩ, cuối cùng biến mất vào khoảng không để rồi sau đó nhập vào sông Elbe. " | ” |